# Непальська рупія
Непальська рупія (неп. रूपैयाँ) — національна валюта держави Непал.
1 непальська рупія = 100 пайсам.
В обігу перебувають банкноти номіналами 5, 10, 20, 50, 100, 500 і 1000 рупій різних серій. Випуски купюр ранніх серій містять зображення короля Бірендра Бір Бікрама, вбитого у червні 2001 року власним сином. На купюрах серії 2003 року, що мають полімерну основу, розміщений портрет нового короля, брата загиблого Бірендра Бір Бікрама — Гіенендри Бір Бікрама Шах Дев.
У жовтні 2007 року на банкноті 500 рупій портрет короля був замінений зображенням гори Еверест. Це відображає історичний перехід від королівства до республіки, який відбувся в Непалі у травні 2008 року. Решта банкнот — 5, 10, 20, 50, 100 і 1000 рупій — із зображенням гори Еверест з'явилися у 2008 році. Перші банкноти 500 і 1000 рупій були надруковані на папері, який містив водяний знак у вигляді портрета короля. Тому було вирішено друкувати червону квітку рододендрона (національна квітка Непалу) поверх водяного знака. Банкноти цих номіналів, які були випущені у 2009 році, друкувалися на папері, на якій рододендрон вже замість королівського портрета використовувався як водяний знак, і тому випускалися без додаткового малюнка червоного кольору.
Паперові гроші з'явилися у Непалі не так давно. У 1950-ті роки іноземним експедиціям, які займалися освоєнням гір, доводилося брати із собою мішки металевих монет, необхідні для оплати дорожніх витрат.
У межах королівства немає таких послуг та товарів, які б оплачувалися у розмірі меншому, ніж одна рупія. Пайса та Сука у практичних цілях не використовуються. Тому непальські монети стали рідкістю і вони практично зникли з повсякденного обігу.